# 全国童謡歌唱コンクール
童謡こどもの歌コンクール（どうようこどものうたコンクール）は、童謡歌唱日本一を競うコンテストである。

## 概要
1986年に日本童謡協会と公文教育研究会の提唱で全国童謡歌唱コンクールとしてスタート。第1回グランプリ大会は熊本市の熊本県立劇場コンサートホールで開催。1989年からは名誉大会委員長を寬仁親王が務めていた。時には寬仁親王妃信子が出席したこともあった。現在は長女の彬子女王が実質的な名誉大会委員長としてグランプリ大会に出席している。
具体的には、子ども部門（小学3年生以下の部門と小学4年生以上の部門に分かれている）・大人部門・ファミリー部門の3つの部門から成り立っている。
第30回まではテープ審査を経てブロック決勝大会後にグランプリ大会を実施していた。しかし第31回からはテレビ朝日系24社によるレコーディング審査を経て各部門7組が11月にEX THEATER ROPPONGI（第2回から第29回大会まではゆうぽうと）で行われるグランプリ大会に出場し、金賞・銀賞・銅賞が決定する。1990年以降金賞受賞者には寛仁親王牌が贈られる。寛仁親王牌は寛仁親王自らデザインされたという。2001年以降の大会テーマソングは『夢をえがいて』であり、オープニングとエンディングに歌われる。その模様は12月にBS朝日に向けて「童謡こどもの歌コンクールスペシャル」と銘打って特別番組で紹介される。かつてはテレビ朝日系列で地上波放送されていたが、現在は行われていない。

## 第30回大会までの審査対象地域
- 北海道（主催局　北海道テレビ放送）
- 東北（東日本放送、青森朝日放送、岩手朝日テレビ、秋田朝日放送、山形テレビ、福島放送）
- 関東・甲信越（テレビ朝日、新潟テレビ21、長野朝日放送）
- 東海・北陸（名古屋テレビ放送、北陸朝日放送、静岡朝日テレビ）
- 近畿（朝日放送テレビ、ブロック決勝大会はABCホールで開催）
- 中国・四国（広島ホームテレビ、山口朝日放送、瀬戸内海放送、愛媛朝日テレビ）
- 九州・沖縄（九州朝日放送、長崎文化放送、熊本朝日放送、大分朝日放送、鹿児島放送、琉球朝日放送）

## 審査部門
いずれも演奏制限時間2分以内
- 子ども部門（小3以下）：小学3年生になる年齢以下の子ども、個人または4人以下のグループ。
- 子ども部門（小4以上）：小学生4年生になる年齢以上〜高校3年生になる年齢以下の子ども、個人または4人以下のグループ。
- ファミリー部門：親・子・孫など世代をまたぐ家族で構成された、歌唱者2名以上のグループ。
- 大人部門：大学生になる年齢以上の個人または4人以下のグループ。

かつては、過去10年間のグランプリ大会金賞受賞者は参加できない、また、前年グランプリ大会出場者が同一部門では参加できない等の応募制限があったが、2024年現在、過去のグランプリ大会出場歴に係る応募制限は撤廃されている。